# 류한홍
류한홍(1970년 2월 8일 ~ )은 대한민국의 배우이다.

## 이력
1992년 연극배우 첫 데뷔하였다.

## 출연작

### 영화
- 《유혹》 (2017년)
- 《위험한 중독》 (2015년) - 진석 역
- 《짓2: 붉은 낙타》 (2015년) - 병수 역

### 뮤지컬
- 《어디만큼 왔니》
- 《클레오파트라》
- 《진짜 진짜 좋아해》
- 《한 여름밤의 악몽》
- 《oh my gods》
- 《gods》
- 《THE PLAY》
- 《건너가게 하소서》
- 《He》
- 《친정엄마》

### 연극
- 《잊을 수 없는》
- 《가짜 애인》
- 《탑꼴》
- 《호텔뽀이는 무엇을 보았나》
- 《헌집 줄게 새집 다오》
- 《다녀왔습니다》
- 《화성의 방》

### 광고
- 컨디션
- SONY 캠코더
- CJ 고기말이햄
- 지르텍